# راز ناتمام
راز ناتمام یک مجموعه تلویزیونی تاریخی ایرانی محصول ۱۴۰۱ به تهیه کنندگی و کارگردانی امین امانی و نویسندگی امین امانی و هدایت کریم زاده و سمانه میر عابدینی است که در ۲۴ قسمت از شبکه یک سیما پخش شده است.

## خلاصه داستان
سریال راز ناتمام در کش و قوس یک ماجرای امنیتی به زندگی پرفراز و نشیب «محمدجواد باهنر» (سومین نخست‌وزیر جمهوری اسلامی ایران) می‌پردازد. در این سریال، شخصیت افراد سرشناس انقلاب از جمله سید علی خامنه ای، سید محمد بهشتی، اکبر هاشمی رفسنجانی ومحمدعلی رجایی بازسازی شده و روایت‌هایی از وجوه مبارزاتی این شخصیت‌ها و حزب جمهوری اسلامی و وقایع دهه شصت و فعالیت‌های سازمان مجاهدین خلق ایران را به نمایش می‌گذارد.

## بازیگران
| بازیگر            | نقش                    | توضیح                                                                 |
| ----------------- | ---------------------- | --------------------------------------------------------------------- |
| فرهاد جم          | محمدجواد باهنر         | سومین نخست‌وزیر ایران                                                  |
| نگین معتضدی       | لیلا                   | همسر رضا                                                              |
| رامین راستاد      | اکبر هاشمی رفسنجانی    | فعال و مبارز انقلابی                                                  |
| سید جواد هاشمی    | محمدعلی رجایی          | دومین رئیس‌جمهور ایران                                                 |
| شهرام عبدلی       | مسعود کشمیری           | عامل انفجار دفتر نخست‌وزیری                                            |
| مهدی کوشکی        | رضا                    | مأمور امنیتی                                                          |
| مسعود رحیم پور    | سید محمد بهشتی         | دومین رئیس قوه قضائیه جمهوری اسلامی ایران                             |
| بهرام ابراهیمی    | مهدی بازرگان           | نخست‌وزیر دولت موقت ایران                                              |
| علیرضا مهران      | سید علی خامنه‌ای        | فعال و مبارز انقلابی                                                  |
| مریم کاویانی      | استاد دانشگاه          | استاد دانشگاه لیلا                                                    |
| مریم خدارحمی      | زهرا                   | همسر محمدجواد باهنر                                                   |
| محمدرضا مجد       |                        |                                                                       |
| بهنام شعبانی      |                        |                                                                       |
| ابوالفضل همراه    | ابوالفضل دلنواز        | پسردایی و برادرزن مسعود کشمیری، عضو سازمان مجاهدین خلق                |
| مهدی امینی‌خواه    | عضو سازمان مجاهدین خلق | مافوق سمیرا                                                           |
| مرتضی کاظمی       |                        |                                                                       |
| لیلا بوشهری       | مینو دلنواز            | دختر دایی و همسر مسعود کشمیری، خواهر ابوالفضل، عضو سازمان مجاهدین خلق |
| فرهاد توفان       |                        |                                                                       |
| مجید شهریاری      | مامور امنیتی           |                                                                       |
| سیدنورآقا حسینیان |                        |                                                                       |
| ساره گندمی        |                        |                                                                       |
| عاطفه اکبری       |                        |                                                                       |
| حامد آقایی        |                        |                                                                       |
| هدایت الله سجادی  | مقام امنیتی            |                                                                       |
| آیسل کاپلان       |                        |                                                                       |
| فرشید تربتی       |                        |                                                                       |
| برهان تاش         |                        |                                                                       |
| کیارش زارع طلب    |                        |                                                                       |
| علی پورصادق       |                        |                                                                       |
| علی قلیچ خانی     |                        |                                                                       |
| محراب فرهادی      |                        |                                                                       |
| امیر شاپور        |                        |                                                                       |